# Bozóky László-díj
Bozóky László-díjat adományozhat az Eötvös Loránd Fizikai Társulat annak, aki kimagasló eredményt ért el a sugárfizika és a környezettudomány területén. A díj névadója Bozóky László (1911–1995) fizikus, akadémikus.

## A díjazottak
- 2000 Fehér István
- 2001 -
- 2002 -
- 2003 -
- 2004 Koblinger László
- 2005 -
- 2006 -
- 2007 Rónaky József
- 2008 -
- 2009 -
- 2010 Andrási Andor
- 2011 -
- 2012 -
- 2013 -
- 2014 -
- 2015 Solymosi József
- 2016 -
- 2017 -
- 2018 -
- 2019 -
- 2020 Deme Sándor